# Infamous 2
Infamous 2 é um jogo de ação-aventura exclusivo para o PlayStation 3. Ele foi desenvolvido pela Sucker Punch Productions, publicado pela Sony Computer Entertainment, e anunciado em 4 de Junho de 2010 e lançado em 2011 e é a sequencia do jogo Infamous. Em Portugal e no Brasil, o jogo foi lançado em 7 de junho de 2011 com dublagem (Português/Brasil), e menus em português.

## Enredo

### História
No mês seguinte aos eventos de "inFAMOUS", Cole (Eric Ladin) se prepara para enfrentar a Fera, uma entidade de poderes inimagináveis cuja vinda foi prevista por Kessler. Cole e seu melhor amigo Zeke (Caleb Moody) se encontram com a  agente da NSA Lucy Kuo (Dawn Olivieri) que lhes diz que pode leva - los ao Dr. Sebastian Wolfe (Michael Ensign), o cientista que trabalhou na criação da Esfera de Raios que deu Cole seus poderes, e que diz poder deixar Cole ainda mais forte. Quando estão prestes a partir, eles são confrontados pela Fera. Cole luta com a Fera mas não é forte o bastante para derrota - la e é enfraquecido como resultado da batalha. Cole, Zeke e Kuo fogem para New Marais para se encontrarem com Wolf enquanto a Fera os segue destruindo a cidade natal de Cole, Empire City e todas as cidades no caminho, matando milhares de pessoas.
Em New Marais, eles encontram a cidade sob o comando do rico industrialista Joseph Bertrand III (Graham McTavish), e a sua Milicia anti Conduíte e também está sendo atacada por monstros humanoide vindos do pântano. Ciente da chegada de Cole e de seus poderes, Bertrand inicia uma campanha contra ele. Antes de Cole se encontrar com Dr. Wolf, o laboratório de Wolf é destruído espalhando as Blast Shards por toda a cidade. Wolf sobrevive à explosão e explica para Cole que encontrar e absorver os Núcleos de Explosão o deixará mais poderoso ao ponto de poder ativar o RFI (Sigla de Inibidor de Campo de Raios, em inglês) que derrotará a Fera. Wolf é sequestrado pela Milicia e a tentativa de resgate é frustrada e acaba com a morte de Wolf e a captura da agente Kuo.
Cole e Zeke encontram mais dois aliados, Larouche líder da resistência anti Milicia e Nix (Nika Futterman), uma Conduíte que mora no pântano e tem poderes de fogo. Juntos eles localizam Kuo presa em uma velha mansão onde estava sendo injetada com um soro que dá a Kuo poderes de gelo. Cole a liberta mas acidentalmente liberta também mercenários sul - africanos embutidos com poderes de gelo.
Cole e seus aliados Nix e Larouche atacam o Fort Philippe, a base operacional de Bertrand. Após a destruição do forte, Cole tem que escolher com qual das duas mulheres quer dividir os poderes, Kuo (Karma bom), ou Nix (Karma mau). Após a decisão, Cole descobre que Bertrand estava escondido em Fort Philippe e está tentando fugir de helicóptero. Cole ataca e derruba o helicóptero e depois é atacado por um monstro gigante que depois se descobre ser Bertrand, que assumiu essa forma após uma explosão de uma Esfera de Raios (a mesma explosão deu poderes a Nix) é também revelado que Bertrand é o criador dos monstros. Bertrand usou a Esfera de Raios para limpar o mundo dos "impuros" Conduítes.
Enquanto isso, a Fera chega a New Marais após ser atacada por Cole e Zeke com uma bomba atômica. Cole se reencontra com o agente da NSA Jhon White (Phil LaMarr), que Cole pensa ter morrido em uma explosão Esfera de Raio em Empire City. Jhon se revela como sendo a Fera e mostra para Cole uma praga que se espalhou depois da ativação da Esfera de Raios em Empire City. A praga mata seres humanos, algumas vezes no mesmo dia, mas os Conduítes são imunes. Jhon toma a forma da Fera para ativar os Conduítes, mas mata os humanos normais no processo. Jhon diz para Cole que a humanidade está perdida e pede para Cole ajudá - lo a salvar os Conduítes. Com a ajuda de Kuo, Nix, Zeke e Larouche Cole finalmente mata Bertrand e encontra todos os Núcleos de Explosão. Cole descobre que o RFI pode liquidar a praga e  que Zeke contraiu a doença e tem pouco tempo para ajudá lo.
Ao tentar ativar o RFI Cole descobre que ele matará não só a Fera, mas também todos os Conduítes do mundo. A história se diverge nesse ponto deixando o jogador fazer a escolha final.

### Finais
Se Cole escolher ativar o RFI e salvar a humanidade, Kuo se junta a Fera para derrotar Cole e salvar os Conduítes. Cole, Nix e Larouche perseguem a Fera, mas Larouche acaba morrendo. Nix distrai a Fera enquanto Cole tenta ativar o RFI, mas também acaba morrendo. Kuo e a Fera atacam Cole. Depois de derrotar Kuo, Cole segue a Fera até a igreja. Quando está prestes a ativar o RFI Kuo aparece novamente e começa a chorar dizendo que Cole fez a escolha certa e que ela está com medo de morrer. Cole diz que também está com medo, mas ativa o RFI. Zeke então conta o que aconteceu depois, a praga foi varrida do mundo junto com todos os Conduítes mesmo os não ativados. Cole se torna o santo padroeiro de New Marais e Zeke aponta a ironia de o "Demônio de Empire City" é agora chamado de santo. Zeke coloca o corpo de Cole em um barco para dar seu último adeus em particular, quando a cena começa a ficar preta, um raio cai do céu em direção do braco, criando especulações de que Cole voltaria a vida para um terceiro jogo.
Se Cole escolher trabalhar com a Fera para ativar os Conduítes, Nix se recusa a trabalhar com eles e rouba o RFI. Zeke também se revolta e diz para Cole atirar primeiro se eles se encontrarem novamente. Kuo sai a procura de Nix e Zeke enquanto a Fera e Cole destroem a cidade, matando os rebeldes e Larouche. Nix aparece e tenta usar o RFI para pará - los, não querendo que todo mundo tivesse poderes com ela e Cole é forçado a matá - la, logo depois Zeke aparece e Cole o mata também e destrói o RFI. Jhon diz a Cole que não pode mais continuar a matar as pessoas, Cole fica furioso com Jhon, mas Jhon diz ainda acreditar no plano e que tem certeza que Cole consegue executá - lo então passa seus poderes para Cole morrendo em seguida. A cena seguinte mostra Cole, Kuo e vários Conduítes recém - ativados atacando exércitos no mundo todo. Cole diz como é irônico que ele recebeu seus poderes de Kessler para parar a Fera, mas que tinha se tornado a Fera.

## Lançamento

### Hero Edition
Em 18 de Fevereiro de 2011 foi anunciado a "Hero Edition" para pré-compra que inclui uma estátua de Cole MacGrath, a edição #1 da revista em quadrinhos da DC Comics, a trilha sonora de inFAMOUS 2 e um código que destrava conteúdo extra para o jogo. O DLC inclui uma AMP de ouro de 24k, as skin do Kessler e o Cole do primeiro jogo e os poderes Lightning Hook e Electrocution Grenade.

## LIgações externas
- Infamous 2 em Sucker Punch Productions